# Фёрч, Фридрих
Фридрих Альберт Фёрч (19 мая 1900 г. — 14 декабря 1976 г.) — немецкий генерал. Служил во время Второй мировой войны (генерал-майор, с марта 1945 г. — генерал-лейтенант), а с 1961 по 1963 г. занимал должность генерального инспектора бундесвера.

## Биография

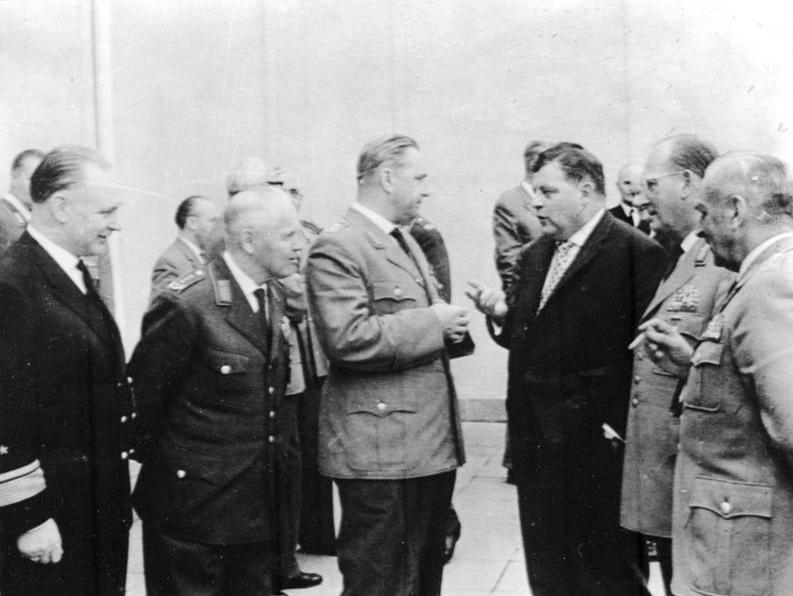
Заседание бундесвера 8 июня 1961 года. Слева направо Карл-Адольф Ценкер, Йозеф Каммхубер, Альберт Шнец, Франц Йозеф Штраус, Ганс Шпайдель и Фридрих Фёрч

Фёрч родился в 1900 году. Старший брат — Герман Фёрч, также достигший генеральского звания в вермахте и бундесвере.
Поступил на военную службу в прусской армии в 1918 году. Служивший в пехоте в заключительных сражениях Первой мировой войны, Фёрч получил Железный крест второго класса до окончания боевых действий. Вступил во Фрайкор после войны, а затем был принят на службу в рейхсвер в 1920 году.
Во время Великой Отечественной войны он занимал несколько руководящих штабных должностей, в том числе начальника штаба 18-й армии.
27 ноября 1943 г. его машина подорвалась на мине у деревни Красуха в Псковской области, а сам он был легко ранен. В качестве «акции возмездия» каратели уничтожили деревню вместе со всеми жителями и проживавшими там беженцами из ближайших городов.
5 сентября 1944 года Фёрч был награждён Рыцарским крестом Железного креста за руководство оборонительными боями на Ленинградском фронте. Взят в плен советскими войсками в Курляндском котле.
На послевоенном суде он сначала был приговорён к смертной казни, которая позже была заменена 25 годами каторжных работ. В вину ему вменялось, в частности, разрушение исторических пригородов Ленинграда (Гатчина, Петродворец).
Был освобожден в 1955 году и вступил в недавно сформированный бундесвер Западной Германии в звании генерал-майора. Снова занимал руководящие должности, в том числе был назначен в Верховный штаб союзных держав в Европе (SHAPE) НАТО в Париже. В 1961 году он был назначен генеральным инспектором Бундесвера и занимал эту должность до выхода на пенсию в 1963 году. Фридрих Фёрч умер 14 декабря 1976 года в Госларе.

## Награды
- Железный крест (1914 г.) 2-го класса
- Почётный крест Первой мировой войны 1914/1918
- Застёжка к Железному кресту (1939 г.) 2-й степени
- Железный крест (1939) 1-го класса
- Немецкий крест в золоте (10 мая 1943 г.)
- Рыцарский крест Железного креста 5 сентября 1944 года в должности генерал-майора и начальника генерального штаба 18-й армии
- Кавалер ордена «За заслуги перед Итальянской Республикой»
- Крест Больших заслуг со звездой и поясом Федеративной Республики Германия
- Судетская медаль
- Награда Вермахта за выслугу лет, с 4-го по 1-й класс
- Командорский крест ордена Короны Румынии
- Великий офицер Почетного легиона (Франция)
- Орден «Легион почёта» (США)